# Konami Man
Konami Man es un personaje de videojuegos que se caracteriza por aparecer en forma de pequeños cameos en numerosos títulos de la compañía Konami. Su primera aparición fue un cameo en el videojuego Road Fighter de 1985. En el año 1988 tuvo su único rol como protagonista en el videojuego crossover Konami Wai Wai World. Las principales habilidades de este personaje son atacar con puñetazos, disparos de pistola y volar con la súper capa. 

## Información general
Konami Man es un superhéroe que vive y defiende el vasto Mundo Konami. En numerosos videojuegos de Konami aparece en forma de breves cameos como un personaje de apoyo, otorgando ítems al jugador, o siendo él mismo un ítem. Viste siempre un traje de superhéroe similar al de Superman; de color celeste con la letra "K" en el pecho, con botas y guante rojo, lleva además un característico casco con alas y una larga capa colorada para volar. Se lo suele representar de forma cómica, con un aspecto infantil.
En el juego Konami Wai Wai World; debido a que todos los héroes de Konami, como Goemon y Simon Belmont, fueron capturados; Konami Man debe entrar en acción por primera vez y salir a combatir el mal. En su aventura recibe la asistencia del Dr. Cinnamon que le brinda información y apoyo, y este además crea a una androide llamada Konami Lady que le sirve a Konami Man de compañera para combatir a los villanos. El enemigo a vencer es el monstruo espacial Waldar, que busca traer el caos al Mundo Konami. 
Konami Man y Konami Lady logran recorrer las distintas regiones del Mundo Konami y rescatan a los héroes de Konami. Todos juntos se dirigen a enfrentar al villano a bordo de las naves TwinBee y Vic Viper y con sus fuerzas combinadas logran eliminar definitivamente a la amenaza.

## Apariciones en videojuegos

### EnKonami Wai Wai World
Konami Wai Wai World es un videojuego de Famicom lanzado en 1988 por Konami, en donde se reúnen los personajes más conocidos de esta compañía, tales como Simon Belmont de Castlevania, Penta de Antarctic Adventure y Moai de Gradius. El juego pertenece al género de plataformas de vista lateral, es cooperativo, y el jugador tiene la posibilidad de intercambiar de personaje en todo momento mientras juega. Al principio solo Konami Man y Konami Lady son controlables y seleccionables, pero al completar los distintos niveles se agregan otros seis personajes.
Konami Man empieza con un puñetazo como único ataque, pero luego puede conseguir la pistola para disparar proyectiles y la súper capa que le permite volar ilimitadamente. Otros ítems importantes son el Gradius Power-Up que duplica su poder ofensivo y la armadura, que duplica su defensa.

### Cameos
Konami Man se destaca por ser un personaje dedicado casi exclusivamente a hacer cameos en numerosos juegos de Konami, en muchos de ellos está muy bien oculto.
- Road Fighter (1985 - Arcade, Famicom): La aparición más antigua de Konami Man. Durante este juego de carreras, si el jugador logra mantenerse en un nivel sin chocar por aproximadamente 3/4 del camino, verá al superhéroe que pasa volando y otorga 1000 puntos. Aquí su diseño es más genérico, muy parecido a Superman, pero con traje rojo y capa celeste con una gran letra "K".

- The Goonies (1986 - Famicom): Konami Man es un ítem volador que está escondido en una parte del Nivel 3, si el jugador lo localiza, recibirá un premio de 5000 puntos. Este ítem volador luego aparecería en otros varios títulos de Konami con distintos efectos.

- Ganbare Goemon! Karakuri Douchuu (1986 - Famicom): Konami Man es un ítem secreto. Se lo puede obtener al iniciar el Nivel 2, golpeando el primer árbol que aparece hacia la derecha.

- King Kong 2: Ikari no Megaton Punch (1986 - Famicom): Konami Man es un ítem especial que aparece volando y restaura toda la energía.

- Stinger (1987 - NES): En el último nivel del juego, Konami Man aparece volando y arrojando ítems.

- The Goonies II (1987 - NES): En algunos salones del juego se puede encontrar a Konami Man, quien se ofrece a restaurar la energía del jugador. Si el jugador le ataca, Konami Man se rehusará a ayudar.

- Hi no Tori: Gaou no Bouken (1987 - Famicom): Konami Man aparece como un ítem especial.

- Esper Dream (1987 - FDS): Konami Man aparece volando en una parte del juego.

- Getsu Fuuma Den (1987-NES): En los créditos finales, "Konami Mantarou" aparece como supervisor.

- Ai Senshi Nicol (1987 - FDS): Konami Man aparece como un ítem en varias partes del juego.

- Mad City (1988 - NES):  En los créditos finales, "Mr. Konami" aparece como escritor original.

- Ganbare Goemon 2 (1989 - NES): En este juego se puede encontrar una tienda de Konami repleta de cartuchos de videojuegos, si el jugador los compra, cuando regresa al nivel se encuentra con que los enemigos fueron reemplazados por personajes de Konami como Konami Man, Konami Lady y Getsu Fuuma. En los créditos finales, "Konami Mantarou" aparece como supervisor.

- Konami Wai Wai World 2: SOS!! Paseri Jou (1991 - Famicom): Al finalizar el Nivel 3 (Nivel de TwinBee), Konami Man aparece hablando como un asistente y cambia los ítems recolectados por ángeles que otorgan vidas.

- Rampart (1992 - NES): Konami Man está presente solo en la versión japonesa de este clásico título, que fue desarrollada por Konami. Es un ícono que se utiliza para seleccionar las opciones.

- Parodius Da! (1992 - Super Nintendo): En la versión de Super Nintendo existe un modo de juego adicional llamado "Omake" en donde en una parte aparecen burbujas con varios personajes en miniatura, incluyendo a Konami Man, Konami Lady y Ebisumaru.

- Tokimeki Memorial: Forever With You (1996 - PlayStation, PSP): Existe un truco en el que si el jugador intoduce KO-NA-MI-MA-NN como su apodo (en hiragana), puede empezar el juego con todos sus atributos elevados a 573.

- Gungage (1999 - PlayStation): En el menú de opciones del juego, Konami Man aparece como el cursor de selección.

- International Track & Field 2000 (2000 - PlayStation): Konami Man y Konami Lady pueden desbloquearse como personajes secretos utilizando el código konami.

- Konami Krazy Racers (2001 - GBA): En la presentación, aparece una carta de invitación a todos los competidores de la gran carrera que está firmada por Konami Man, aunque este no sale en el juego.

- Bishi-Bashi Special (1998 - PlayStation): El rostro de Konami Man aparece en la pantalla de selección de personajes.

- Castlevania: Dawn of Sorrow (Nintendo DS - 2005): Konami Man es un ítem secreto. En el nivel de la Torre del Teloj, hay un salón que está repleto de espinas excepto por una pequeña porción. Si el jugador se mantiene agachado en esa parte por unos segundos, Konami Man aparece volando hacia el jugador.

- Castlevania: Portrait Of Ruin (Nintendo DS - 2007): Konami Man es un ítem secreto. Se consigue al derrotar el juego en el modo difícil con un Level Cap 1. Otorga al jugador Fuerza +50 de forma permanente.

- Castlevania: Order of Ecclesia (Nintendo DS - 2008): Konami Man es un ítem secreto. Se lo encuentra escondido en uno de los salones del nivel Minera Prison Island.

- Quiz Magic Academy V (2008 - Arcade): El sprite clásico de Konami Man aparece como símbolo de la categoría "Konami".[1]

- Castlevania: Harmony of Despair (Xbox 360, PS3 - 2010): Konami Man es un ítem secreto. Se encuentra en el Nivel 6 en un sector bien escondido.